# کریم‌آباد (تربت حیدریه)
کریم‌آباد روستایی در دهستان میان‌رخ بخش جلگه‌رخ شهرستان تربت حیدریه استان خراسان رضوی ایران است.

## جمعیت
بر پایه سرشماری عمومی نفوس و مسکن در سال ۱۳۹۵ این روستا بدون جمعیت بوده‌است.